# Eye for eye
Eye for eye er en dansk spillefilm fra 2008 med instruktion og manuskript af Kaywan Mohsen.

## Handling
Som barn blev K reddet fra en religiøs krigszone. Han står pludselig i Danmark - uden familie og personlige ejendele. Igennem tre venner møder han en ny verden af anderledes religiøse og kulturelle kampe. En hverdag præget af kriminalitet, stoffer, sex og vold.